# Manfred Lange (Fußballspieler)
Manfred Lange (* 6. September 1942) ist ein ehemaliger deutscher Fußballtorwart. 1969/70 gehörte er zum Oberligakader der BSG Stahl Eisenhüttenstadt, bestritt aber nur ein Oberligaspiel.

## Sportliche Laufbahn
Als 1961 die Betriebssportgemeinschaft (BSG) Stahl Eisenhüttenstadt als Aufsteiger nach zwei Jahren Abwesenheit wieder in der zweitklassigen DDR-Liga antreten konnte, gehörte zum Kader für die Saison 1961/62 auch der 18-jährige Torwart Manfred Lange. In den wegen der Umstellung von der Kalenderjahr-Saison auf den Sommer-Frühjahr-Spielrhythmus 39 ausgetragenen Ligaspielen kam er 17-mal zum Einsatz. Bereits 1962/63 gelang es Lange, den bisherigen Stammtorhüter Walter Reschke mit 23 Nominierungen bei 26 Ligaspielen abzulösen. Das Duell mit Reschke dauerte bis 1974, wobei Lange mit 26 Ligaspielen weniger den Kürzeren zog. Das lag unter anderem auch daran, dass Lange zwischen November 1964 und April 1966 einen 18-monigen Wehrdienst als Bereitschaftspolizist absolvieren musste und 1967 eine einjährige Sperre erhielt, weil er statutenwidrig Wechselkontakte zur BSG Wismut Gera aufgenommen hatte.
Während Lange in der Aufstiegssaison 1968/69 mit 20 von 30 Ligaspielen Stammtorwart der Eisenhüttenstädter war, stand er in der Oberligasaison nur in einem Spiel im Tor. Stattdessen wurde er in der DDR-Liga-Mannschaft Stahl II in elf von 30 Ligaspielen eingesetzt. Die Oberligamannschaft erreichte nicht den Klassenerhalt, doch statt 1970/71 wieder in der DDR-Liga anzutreten, wurde die BSG Stahl in die drittklassigen Bezirksliga Frankfurt (Oder) strafversetzt, da sowohl Funktionären als auch Spielern schwere Verstöße gegen die Verbandsstatuten vorgeworfen wurden.
Nachdem Lange 1971 mit Stahl Eisenhüttenstadt Bezirksmeister geworden war und mit der Mannschaft auch in den Aufstiegsspielen erfolgreich gewesen war, spielte er 1971/72 nicht in der DDR-Liga. Auch 1972/73 war er mit fünf DDR-Liga-Einsätzen nur Ersatzspieler. Erst in den Spielzeiten 1973/74 bis 1975/76 war er mit 41 Aufgeboten bei 66 Ligaspielen wieder Stammtorwart. Als 1976 mit Rolf-Dieter Kahnt und Harald Leppin zwei jüngere Torhüter in die Mannschaft kamen, musste Lange wieder in das zweite Glied zurückkehren. In den folgenden drei Spielzeiten kam er insgesamt nur noch in sieben Ligaspielen zum Einsatz, danach beendete er im Sommer 1979 37-jährig seine Laufbahn im Leistungsfußball, in der er auf ein Oberligaspiel und 187 Einsätze in der DDR-Liga gekommen war.
Vom April 1982 bis Oktober 1984 trainierte Lange die DDR-Liga-Mannschaft der BSG Stahl Eisenhüttenstadt.